# Радковиця
Радкови́ця — село в Україні, у Городоцькій міській територіальній громаді Хмельницького району Хмельницької області. Населення становить 473 осіб.

## Історія
До 1860 року село називалося Раківці.
7 (20) листопада 1917 року, відповідно до Третього Універсалу Української Центральної Ради, увійшло до складу Української Народної Республіки.

Арсен Нирко

У роки німецько-радянської війни в селі діяла підпільна група з 10 чоловік, яку очолював Арсен Тарасович Нирко (підпільна кличка Клименко). Крім того, він був зв'язковим сатанівської районної підпільної організації. Одним з активних організаторів сатанівського підпілля був Іван Петрович Кушлак. До війни він працював другим секретарем Сатанівського районного комітету КП(б)У. З перших днів війни перебував в армії. Поблизу Мелітополя військові частини, в одній з яких воював Кушлак, потрапили в оточення. Вирвавшись з оточення, Іван Петрович у листопаді 1941 року пішки повернувся в Сатанів. Поселився в селі Радковиця у родичів своєї дружини. Арсен Нирко допоміг Кушлаку встановити зв'язок із Григорієм Степановичем Корецьким, який із жовтня 1941 року очолював Сатанівську районну партійну підпільну організацію. У травні 1942 року заарештували Кушлака та ще двох членів радковицького підпілля — К. Н. Козу та А. Г. Сурового. Після арешту гестапівцями на початку серпня 1943 року Корецького та його страти в Старокостянтинівській тюрмі підпільну організацію Сатанівського району очолив Нирко. Указом Президії Верховної Ради СРСР від 10 травня 1965 року за мужність і відвагу, проявлені в підпільно-партизанському русі, Арсена Тарасовича нагороджено медаллю «За відвагу» .
12 червня 2020 року, відповідно до розпорядження Кабінету Міністрів України № 727-р «Про визначення адміністративних центрів та затвердження територій територіальних громад Хмельницької області», увійшло до складу Городоцької міської громади.
19 липня 2020 року, в результаті адміністративно-територіальної реформи та ліквідації Городоцького району, увійшло до складу новоутвореного Хмельницького району.

## Населення

### Мова
Розподіл населення за рідною мовою за даними перепису 2001 року:
| Мова       | Кількість | Відсоток |
| ---------- | --------- | -------- |
| українська | 470       | 99.37%   |
| російська  | 3         | 0.63%    |
| Усього     | 473       | 100%     |

## Герб та прапор
Затверджені 23 листопада 2017р. рішенням №10 XX сесії сільської ради VII скликання. Автори - В.М.Напиткін, К.М.Богатов, П.Б.Войталюк.
У синьому щиті три срібних раки в стовп, два і один, між якими золоте шістнадцятипроменеве сонце. Щит вписаний у золотий декоративний картуш і увінчаний золотою сільською короною. Унизу картуша напис "РАДКОВИЦЯ". 
Символізують першу назву села - "Раківці". Три раки – три села, що входять до сільради.

## Галерея

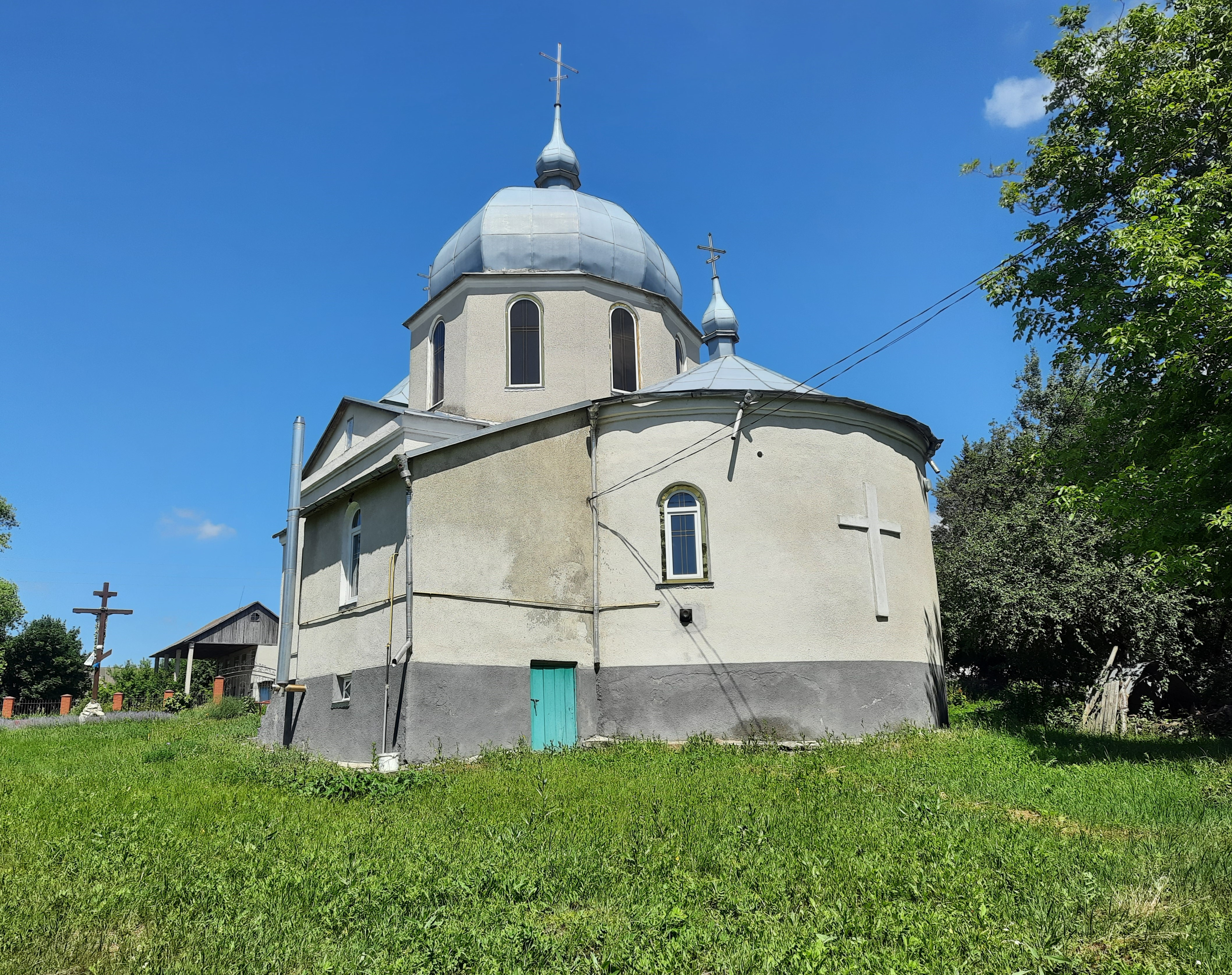
Петропавлівська церква
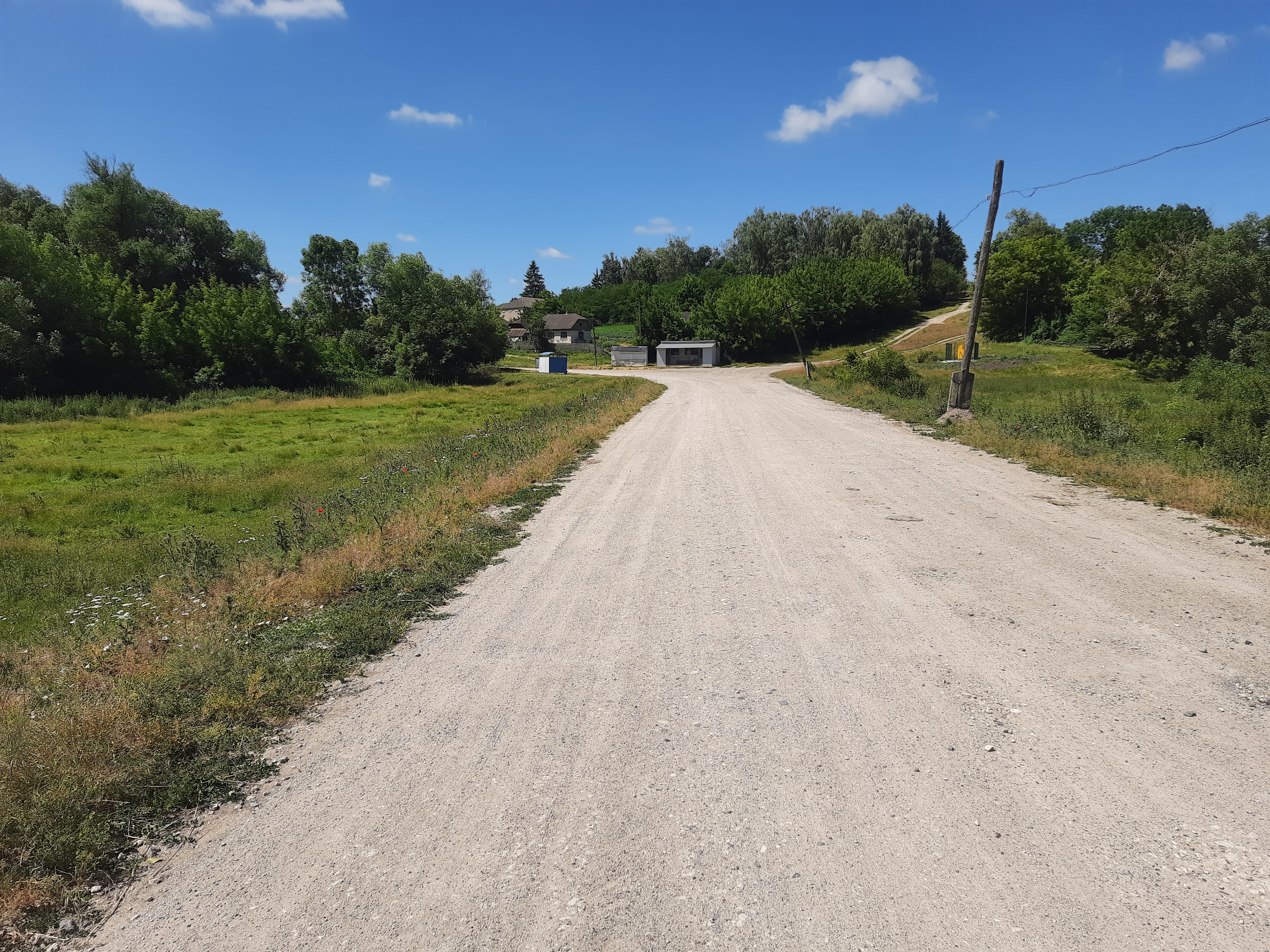
Дорога в село
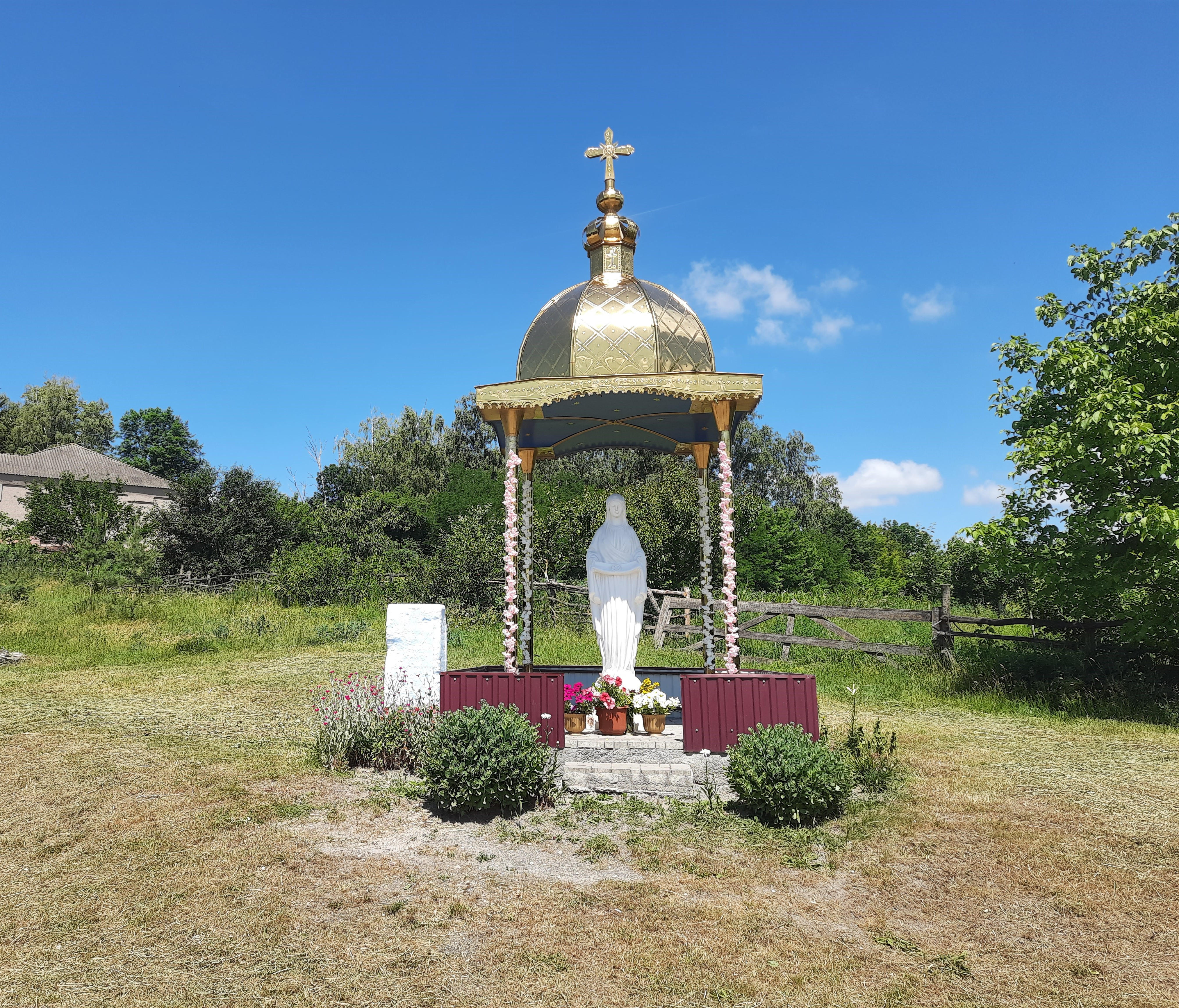
Статуя Божої Матері
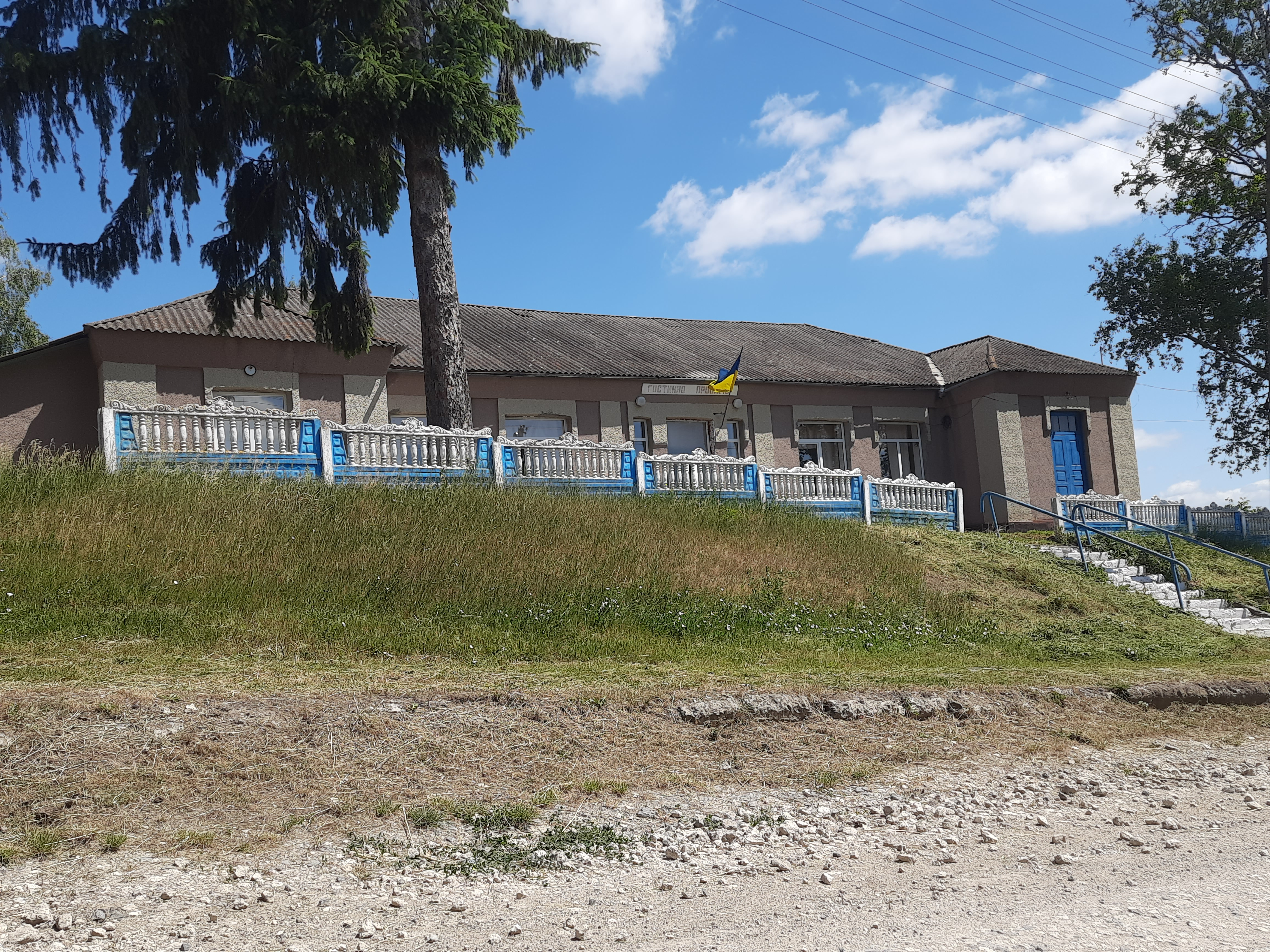
Школа
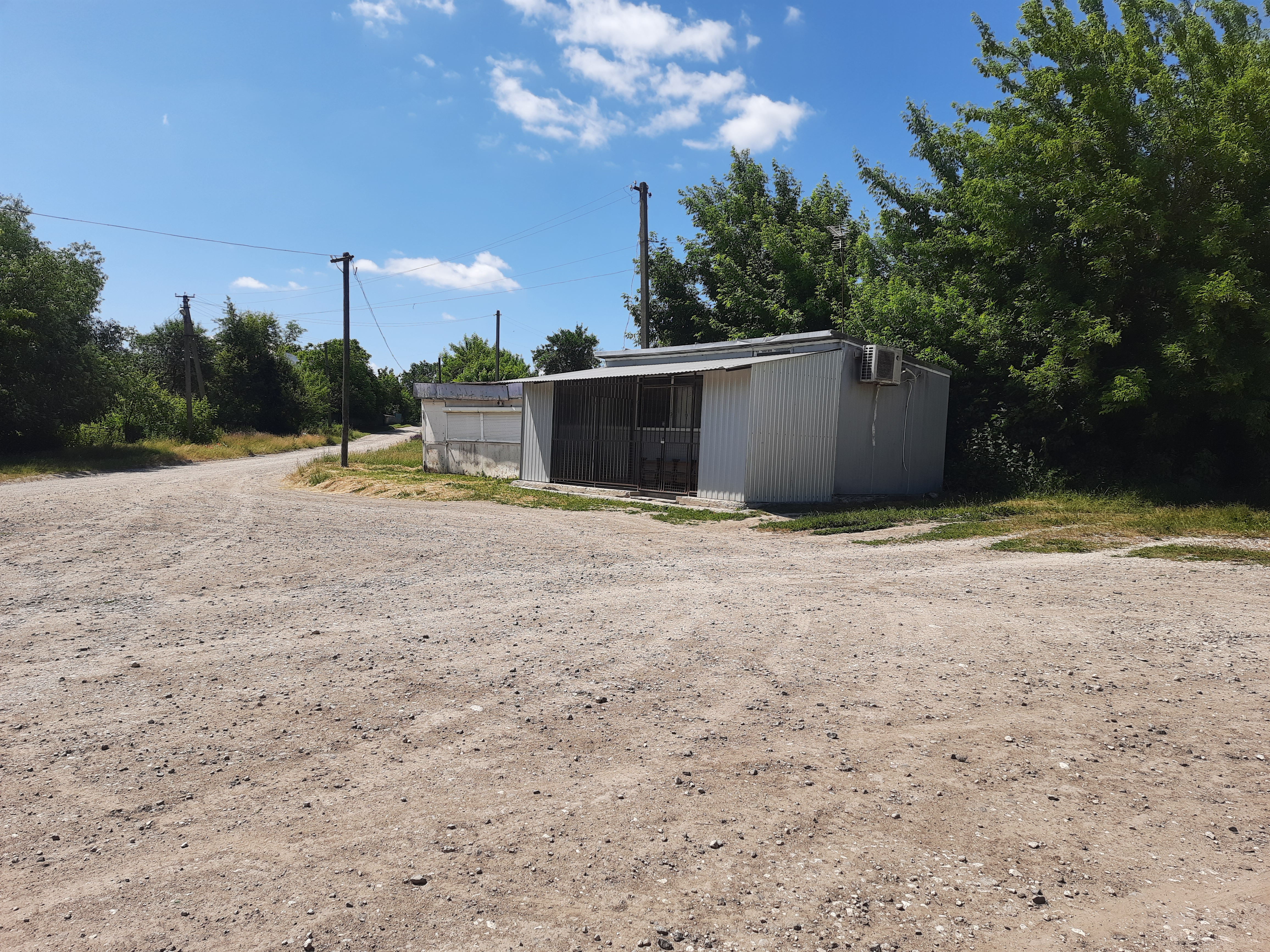
Крамничка
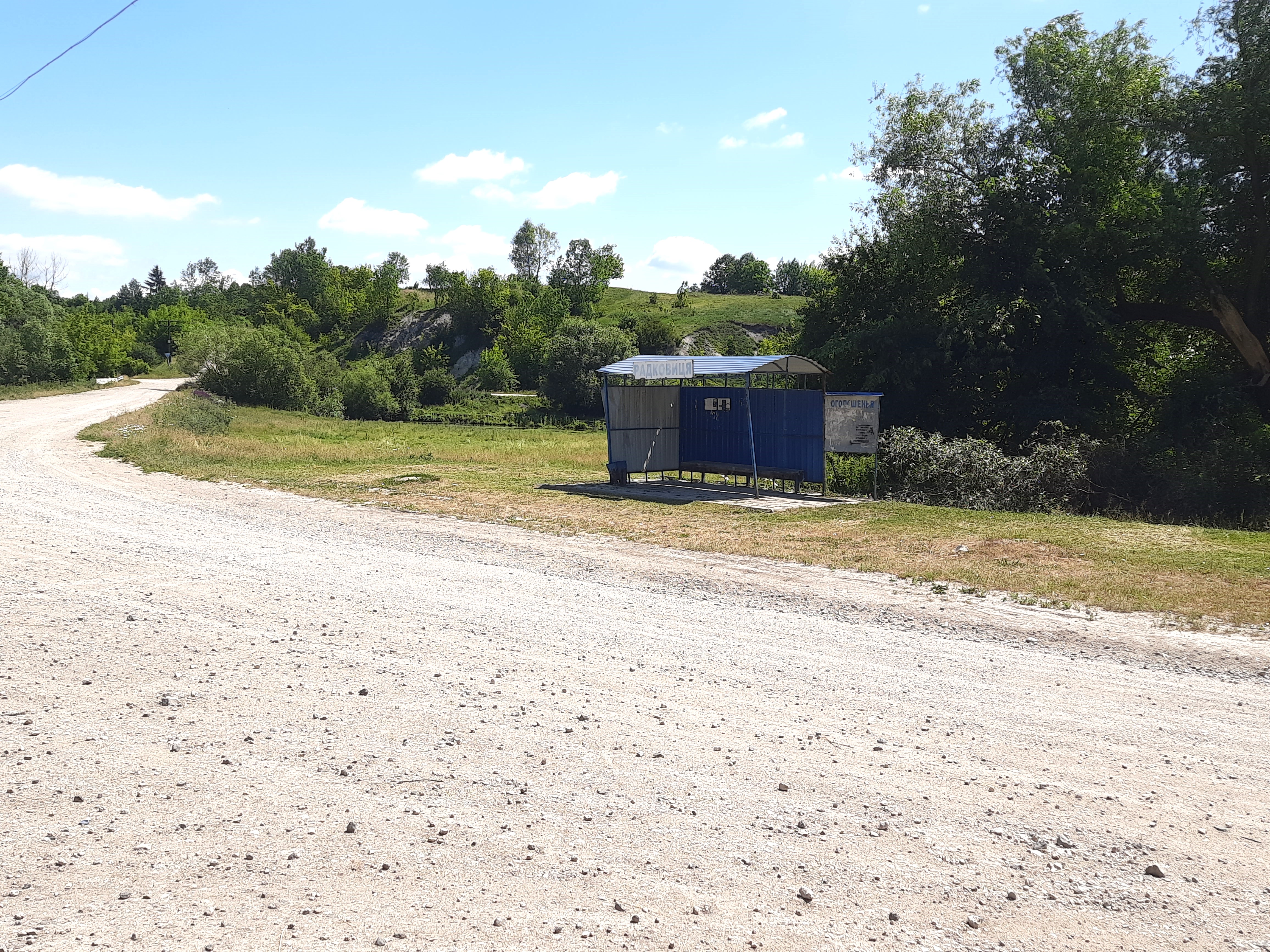
Автобусна зупинка
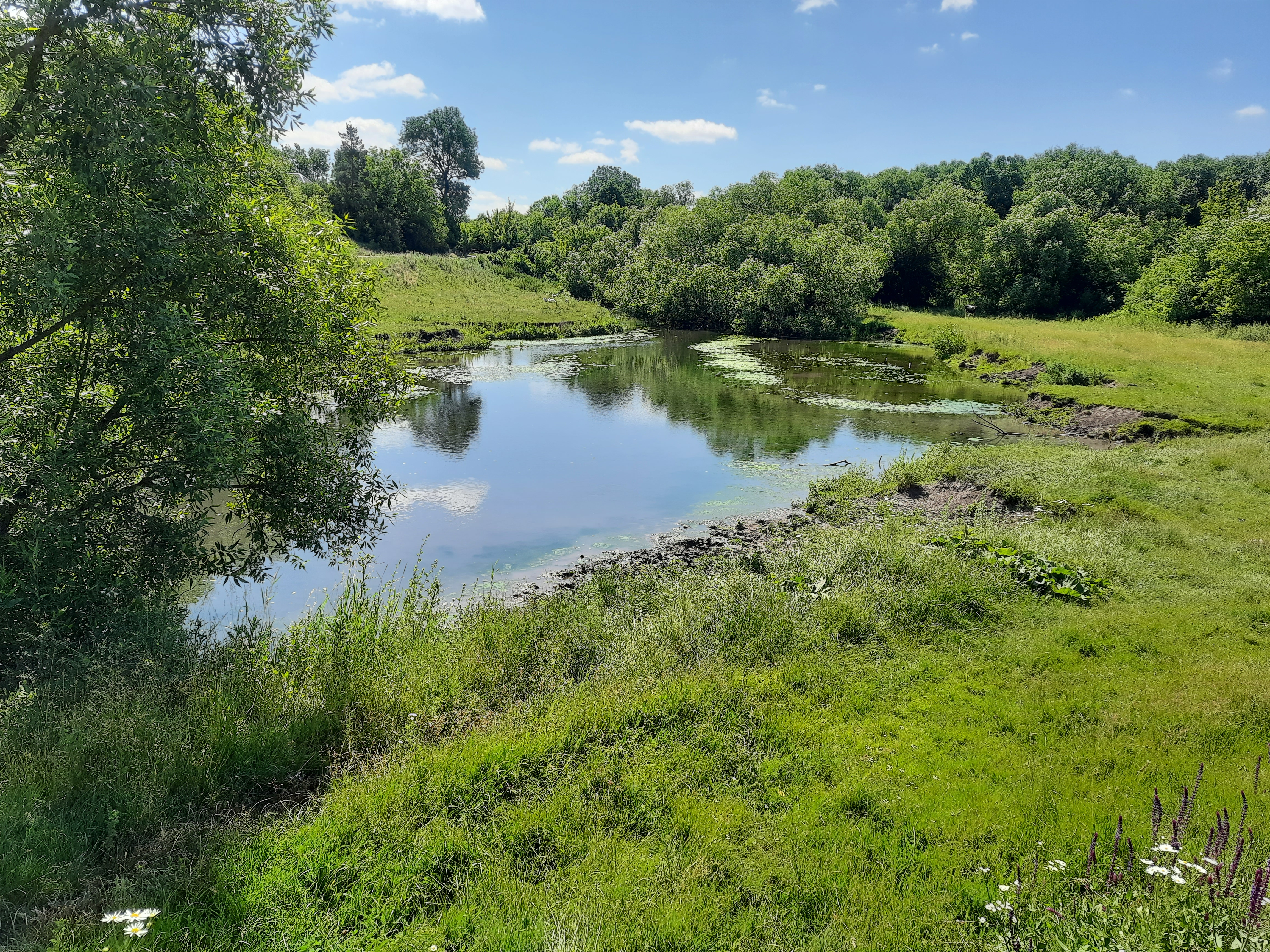
Річка Сорока біля села